# Deadly Sting
Deadly Sting ist ein Best-of-Album der Scorpions, das neben bereits veröffentlichten Liedern aus der Zeit von 1979 bis 1988 mit Edge of Time  auch einen bisher unveröffentlichten Song beinhaltet.

## Zusammenstellung
Das Album wurde 1995 von EMI Electrola für den europäischen Markt herausgebracht. Die Zusammenstellung der Songs stammt von dem ehemaligen Scorpions-Produzenten Dieter Dierks. Die Scorpions hatten gerade ihre Face-the Heat-Tournee hinter sich gebracht, die, wie auch das Album, weniger erfolgreich verlief als die davorige Tour zum Crazy-World-Album. Das Plattenlabel wollte mit einer Veröffentlichung des Best-of-Albums Aufmerksamkeit auf die Erfolge der Band in den 1980er Jahren lenken, was den Konsumenten aber nur teilweise gefiel. Die Verkaufszahlen blieben doch im Vergleich zu vorherigen Best-of-Alben der Band stark zurück. Auf diesem Sampler sind alle großen Rock-Hits der Jahre von 1979 bis 1988 enthalten. Als Bonus wurde der Song Edge of Time veröffentlicht. Von den Alben Blackout, Love at First Sting und Lovedrive sind je vier Titel vertreten sowie vom Album Savage Amusement zwei Songs, dazu der Titel Edge of Time, der von Rudolf Schenker komponiert und von Klaus Meine getextet wurde. Dieser Titel ist auch auf der US-Version des Live-Albums Live Bites als Bonus vertreten. In den USA und Kanada erschien 1997 unter dem Titel Deadly Sting-The Mercury Years  eine Compilation, die auf zwei CDs die bekanntesten und erfolgreichsten Lieder der Jahre 1979–1993 vereinte.

## Titelliste
1. Coming Home (4:58)
2. Rock You Like a Hurricane (4:10)
3. No One Like You (3:56)
4. Lovedrive (4:51)
5. Bad Boys Running Wild (3:53)
6. I’m Leaving You (4:13)
7. Passion Rules the Game (3:59)
8. China White (6:53)
9. Walking on the Edge (5:09)
10. Coast to Coast (4:42)
11. Loving You Sunday Morning (5:59)
12. Another Piece of Meat (3:33)
13. Dynamite (4:10)
14. Can’t Live Without You (3:46)
15. Edge of Time (4:18)

## Erfolg
Das Album stieg in den deutschen Charts auf Platz 28 ein und blieb elf Wochen in den Charts. In Österreich kam das Album auf Platz 38 der Charts. Es verkaufte sich etwa 500.000 Mal weltweit.